# 봉덕초등학교 (충북)
봉덕초등학교는 대한민국 충청북도 청주시에 있는 공립 초등학교이다.

## 학교 연혁
- 2000.11.01 봉덕초등학교 설립 인가
- 2004.03.01 개교(6학급 편성)
- 2014.02.18 제10회 졸업식(110명), 총 졸업생 1,023명
- 2014.03.01 2014학년도 29학급 편성(특수 1학급 포함)
- 2014.09.01 제6대 고기암 교장 부임

## 참고 자료
- 봉덕초등학교 - 한국교육학술정보원 학교알리미